# Čang Sü

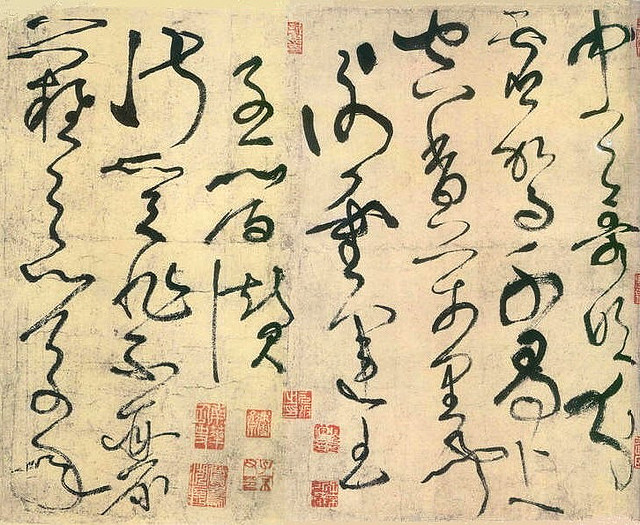
Ukázka Čang Süovy kaligrafie

Čang Sü (čínsky pchin-jinem Zhāng Xù, znaky zjednodušené 张旭, tradiční 張旭, asi 675–759) byl čínský kaligraf středně tchangského období obdivovaný pro své bláznivé konceptní písmo.

## Jména
Čang Sü používal zdvořilostní jméno Wen-čchang (čínsky pchin-jinem Bógāo, znaky 伯高), říkali mu „šílený Čang“, Čang tien (čínsky pchin-jinem Zhāng diān, znaky zjednodušené 张颠, tradiční 張顛).

## Život a dílo
Čang Sü se narodil snad roku 675 a zemřel asi roku 795, pocházel z okresu Wu (moderní Su-čou v Ťiang-su). Za tchangského císaře Süan-cunga působil ve státní službě. Přátelil se s výstředními literáty jako byli Li Po, Che Č’-čang a další, kteří posluli svými uměleckými výkony stejně jako láskou k vínu.
Byl výborným kaligrafem ve vzorovém písmu, avšak nejvíce bylo obdivováno jeho „bláznivé konceptní písmo“ nespoutané žádnými konvencemi. Za své výkony byl nazýván „génius konceptního písma“ (草聖, cchao-šeng).Jeho díla se nedochovala, toliko pozdější kopie.
S o generaci mladším Chuaj-suem, taktéž kaligrafem vynikajícím v konceptním písmu, byl spojován do dvojice zvané „bláznivý Čang a opilý Su“ (顛張醉素, tien Čang cuej Su)